# Теорія вічного миру
Теорія вічного миру — впливова утопічна і політична ідея Епохи Просвітництва.
Автором ідеї вважається герцог Сюллі, який начебто запропонував Генріху IV план утворення «християнської республіки» — конфедерації християнських народів Європи. Цей план викладено в останньому томі мемуарів Сюллі (1634).
Ідеї Сюллі розвинув абат Сен-П'єр у «Проєкті встановлення вічного миру в Європі» (Projet pour rendre la paix perpétuelle en Europe), який був представлений Утрехтському конгресу (1713). Він думав об'єднати всі європейські держави, включно з Росією, в одну лігу або союз, подібний до Священної Римської Імперії. Загальний сейм мав слугувати законодавчим і судовим органом союзу, з примусовою владою по відношенню до всіх членів; взаємні права встановлювались загальною конституцією. Сен-П'єр таким чином перетворював міжнародний союз на державний.
Скорочений варіант проекту Сен-П'єра виклав Жан-Жак Руссо, а російською мовою переклав філософ українського походження Іполит Богданович.
Пізніше теорією вічного миру цікавився Іммануїл Кант, який написав працю «Вічний мир: філософський нарис».
За своїм змістом теорія вічного миру є, з одного боку, одним з проявів християнського віровчення, а з іншого — попередницею сучасних глобалістичних концепцій, зокрема теорій глобального суспільства.

## Погляд Канта та його наслідки
Есе Канта 1795 року «Вічний мир: філософський нарис» описує запропоновану ним програму миру.
«Вічний мир» складається з двох частин. У перших статтях описано кроки, які слід вжити негайно або з усією навмисною швидкістю:
1. «Жоден таємний мирний договір не може вважатися дійсним, якщо в ньому мовчазно зарезервовано питання для майбутньої війни»
2. «Жодна незалежна держава, велика чи мала, не може переходити під владу іншої держави шляхом успадкування, обміну, купівлі чи дарування»
3. «Постійні армії з часом будуть повністю скасовані"
4. «Національні борги не повинні укладатися з метою зовнішніх суперечок між державами"
5. «Жодна держава не повинна силою втручатися у конституцію чи уряд іншої держави"
6. «Жодна держава не повинна під час війни, допускати такі акти ворожнечі, які унеможливлювали б взаємну впевненість у наступному мирі: такі як використання вбивць (percussores), отруйників (venefici), порушення капітуляції та підбурювання до державної зради (perduellio) у супротивній державі».

Три остаточні статті забезпечуватимуть не просто припинення військових дій, а й основу для побудови миру:
1. «Громадянська конституція кожної держави має бути республіканською»
2. «Право націй ґрунтується на федерації вільних держав»
3. «Закон всесвітнього громадянства обмежується умовами загальної гостинності»

Есе Канта в чомусь нагадує сучасну демократичну теорію миру, хоча й суттєво від неї відрізняється. Він говорить про республіканські (нім. Republikanisch) держави (а не про демократичні), які, за його визначенням, мають представницькі уряди, в яких законодавча влада відокремлена від виконавчої. Він не обговорює загальне виборче право, яке є життєво важливим для сучасної демократії та досить важливим для деяких сучасних теоретиків; його коментатори сперечаються, чи випливає це з його мови. Найважливіше те, що він не вважає республіканські уряди достатніми для встановлення миру: свобода подорожей, хоча й не обов’язково міграція (гостинність); і ліга націй необхідні для свідомого виконання його програми з шести пунктів.
На відміну від деяких сучасних теоретиків, Кант стверджує не те, що республіки будуть у мирі лише одна з одною, але є більш мирними, ніж інші форми правління загалом.
Загальна ідея про те, що популярні та відповідальні уряди будуть більш схильні сприяти миру та торгівлі, стала однією з течій у потоці сучасної дипломатичної думки та політичної практики. Це був один із елементів британської зовнішньої політики Джорджа Каннінга та лорда Пальмерстона. Це знайшло відображення в «Чотирнадцяти пунктах» Вудро Вільсона. Рекомендації Канта були чітко представлені в 1940-х роках в Організації Об'єднаних Націй.
Есе Канта — триногий табурет (крім попереднього роззброєння). Різноманітні проєкти вічного миру спиралися на одну ногу – або стверджуючи, що її достатньо для досягнення миру, або що вона створить дві інші.
У 1909 році Норман Енджелл покладався лише на другу ногу, стверджуючи, що сучасна торгівля зробила війну невигідною навіть для технічно переможної країни, і тому можливість успішної війни була Великою ілюзією. Джеймс Мілль описав Британську імперію як притулок для вищих класів; Йозеф Шумпетер стверджував, що капіталізм зробив сучасні держави за своєю суттю миролюбними та протистояв завоюванням та імперіалізму, який економічно сприяв старим аристократичним елітам.
В останні роки була розроблена теорія «капіталістичного миру». Менсфілд і Поллінз, пишучи в Journal of Conflict Resolution, узагальнюють велику кількість емпіричних робіт, які, здебільшого, підтверджують тезу. Існують різні винятки та обмеження, які, здається, обмежують обставини, за яких економічна взаємозалежність призводить до зменшення конфлікту. З іншого боку, переходячи від економічної взаємозалежності до питання економічної свободи в державах, Ерік Гартцке знайшов емпіричні докази того, що економічна свобода приблизно в п’ятдесят разів ефективніша, ніж демократія, у зменшенні жорстоких конфліктів.
Третя ланка — це стара ідея про те, що конфедерація миролюбних князів може створити вічний мир. Кант відрізняв свою лігу від універсальної держави; Кларенс Стрейт запропонував у «Союзі зараз» (1938) союз демократичних держав за зразком Конституції Сполучених Штатів. Він стверджував, що торгівля та мирні шляхи демократії збережуть цей Союз вічним, і розраховував на об’єднану силу Союзу, щоб стримати Осі від війни.
У «Плані загального та вічного миру», частині IV «Принципів міжнародного права» (1786–89), Джеремі Бентам запропонував, що роззброєння, арбітраж і відмова від колоній призведуть до вічного миру, таким чином покладаючись на лише на попередніх статтях Канта і на жодному з трьох основних моментів; всупереч сучасним теоретикам, він спирався на громадську думку, навіть проти абсолютної монархії у Швеції.
З 2008 року проєкт Perpetual Peace залучає есе Канта до поточної філософської та кураторської ініціативи, яка концептуалізується навколо кінцевого «переписування» трактату Канта 1795 року, а також повторної публікації есе.